# Andreas Dombrowski
Andreas Dombrowski (Ostrava, 30 novembre 1894 – ...) è stato un aviatore austro-ungarico.
Andreas Dombrowski è stato un Asso dell'aviazione dell'Impero austro-ungarico con sei vittorie aeree nella prima guerra mondiale.

## Biografia e prima guerra mondiale
Andreas Dombrowski nacque il 30 novembre 1894 a Mährisch-Ostrau (ora Ostrava). Nell'estate del 1915, fu assegnato all'esercito e, dopo l'addestramento di base, fece domanda al dipartimento della Kaiserliche und Königliche Luftfahrtruppen. Dopo aver completato l'addestramento da pilota ed aver ricevuto il suo documento d'identità il 17 giugno 1916, fu diretto al fronte russo nella Flik 29 presso la base Ivano-Frankivs'k. Il 26 giugno è stato promosso. Il 17 Ago 1916 coglie la sua prima vittoria aerea colpendo con un aereo da ricognizione un pilota ed un osservatore russo Franz Sycek su un Voisin III. Dopo che l'Offensiva Brusilov fu trasferito sul fronte rumeno. Il 5 febbraio 1917 vicino a Kománfalva, forza a terra nuovamente con un ricognitore a due posti un caccia Nieuport. Il 13 giugno vicino a Onești colpisce un altro Nieuport. Il 10 luglio raggiunge la sua quinta vittoria aerea necessaria per diventare un Asso dell'aviazione quando colpisce un aereo sconosciuto, "una grande, aereo trimotore" a Soveja.
Nell'aprile del 1918 fu inviato sul fronte italiano, nella Flik 68J da caccia creata dal vecchio amico di Dombrowski, il tenente Karl Patzelt. Il 4 maggio Dombrowski e Patzelt durante un pattugliamento sui caccia Albatros D.III incontrarono un caccia britannico più grande a Vidor. Nello scontro a fuoco, Dombrowski colpì un Sopwith Camel, ma fu anche gravemente ferito da Gordon Apps e fu costretto all'atterraggio a Pieve di Soligo. Nella battaglia, lo stesso Patzelt ed un altro pilota morirono.
Dopo la sua guarigione, venne inviato nella Flik 57F fino alla fine della guerra. Ulteriori eventi della sua vita e la data della sua morte sono sconosciuti.